# Denise Dalmacchio
Denise Alves Pereira (Salvador, 27 de dezembro de 1965), conhecida simplesmente como Denise Dalmacchio, é uma cantora e compositora de música popular brasileira.
Biografia (resumida) - Cantora. Compositora.   Formou-se em Arquitetura pela UFBA (Universidade Federal da Bahia), atuando na área por 10 anos. Em 2002 se mudou para Vila Velha no Espírito Santo, onde começou a se dedicar exclusivamente à música, adotando o sobrenome Dalmacchio, de sua avó paterna. Participou do coral da UFES (Universidade Federal do Espírito Santo) no naipe contralto. Estudou canto na escola “Schubert”, em Salvador; “Beethoven” e “Ritmo e Sons”, em Vila Velha. Foi aluna da professora de canto Miriam Silva. Cursou Masterclass em Performance Vocal. 
Assina diversas músicas em sua carreira seja em composições solo ou em autoria com compositores diversos espalhados pelo país tais como Elder Braga, Jorge Sales, Felipe Cerquize, Rui Alves, Fernando Cunha Lima. Assina oito das treze composições de seu CD Autorretrato, do qual Denise é, também, responsável pela Produção Executiva e Fonográfica. Em 2016 lançou o CD "A Lira e o Poema" no qual, todas as músicas são da compositora compostas para sonetos do poeta Fernando Cunha Lima. Outros autores como Marcos de Assis, Rui Alves, Jorge Sales e Valeria Pisauro fazem parte da obra. Denise tem em seu curriculum atuações marcantes como a seguir: 
Shows feitos no ES, RJ, SP, BA, MG - “Cinema Colorido” (2005), “Simples Assim” (2006 – 2007), “Autorretrato” (2008), “Estilos” (2009), “A Voz, o violão, a canção” (2010), “Jazz, Blues, Bossas, sambas e coisa e tal...” (2011 – 2013), Diversas edições do Projeto Pra Ficar na Memória (2014 - 2018). Show Pra Não Dizer que Não Falei das Flores (2015). Show "Bossas" dentro do Projeto Águas de Março e o show "Sambas" dentro do Projeto As Cores de Abril, ambos em 2018. Show Noel, Zé e João (2019)
Projetos Culturais e Espetáculos de sua autoria realizados no ES

Segundas Intenções (em parceria com Marcos de Assis) – reúne compositores e poetas capixabas. Sua re-edição está prestes a ir ao ar (Agosto de 2019).
Pra Ficar na Memória - resgata autores e intérpretes que marcaram a música brasileira de forma definitiva. Já teve edições com Noel Rosa, Zé Ketti, Vinícius de Moraes, Chico Buarque, Maria Bethânia, Elis Regina, Maysa Matarazzo, João Nogueira e Geraldo Pereira. Este projeto também circulou pelo Estado dentro do projeto Circulação Cultural 2009. Celebrou os 10 anos de existência do projeto com o show Noel, Zé e João, no Teatro SESC Glória (jun/2019).
Ela Disse-me Assim – em seu conteúdo exclusivamente músicas compostas por mulheres. Fez circulação municipal patrocinado pela Secretaria Municipal de Cultura de Vitória.
Autorretrato – show que participou do projeto de circulação cultural 2012, homônimo de seu CD no qual Denise assina 8 das 13 músicas, todas inéditas.
A Lira e o Poema - show apresentado em diversos palcos da Grande Vitória, celebrando o lançamento de seu 2º CD.
Outras apresentações para as quais foi convidada: Tenda Cultural de Vila Velha em 2007, Festival de Inverno de Domingos Martins, Estação Porto (2008), Papo de Compositor – UFES (2011) (já lançando seu Autorretrato), Feira ACAPs, 3º Festival Cultural e Gastronômico de Santa Teresa, Theatro Carlos Gomes (Vitória – ES), lançando seu CD Autorretrato, posteriormente lançando seu 2º CD A Lira e o Poema e participando do show “Divas da Música Espírito Santense”, Academia de Letras de Vila Velha (Janeiro de 2018).
Outros trabalhos pela cultura: Diretora do Clube Capixaba de Artes e Cultura e Diretora Adjunta do Clube Caiubi de Compositores – Núcleo Regional ES. Diretora do projeto “Janela Capixaba - Encontros Culturais” (2015), realizado no Theatro Carlos Gomes, em Vitória (ES). Membro do Fórum Arte e Cultura Vila Velha (2018).
Cursos Realizados na área de produção cultural:
Gestão Cultural– Minc/2013
Elaboração e Gestão de Projetos Culturais – Minc/2013
Capacitação Profissional – Música no Contexto Jurídico – SEBRAE/ES 2010
Produção de Espetáculos – SEBRAE/ES 2010